# Banița (okręg Buzău)
Banița – wieś w Rumunii, w okręgu Buzău, w gminie Săgeata. W 2011 roku liczyła 319 mieszkańców. 